# Всемирный русский народный собор
Всеми́рный ру́сский наро́дный собо́р (ВРНС) — международная общественная организация, основанная в мае 1993 года под эгидой Русской православной церкви. Согласно Уставу Собора, его Главой является Патриарх Московский и всея Руси, по благословению и под председательством которого проводятся ежегодные соборные заседания. В них традиционно принимают участие представители всех ветвей власти, лидеры общественных объединений, высшее духовенство традиционных религий России, преподаватели и студенты крупнейших учебных заведений страны, деятели науки и культуры, делегаты русских общин из ближнего и дальнего зарубежья, многочисленные представители молодёжи.
С 1996 года создаются региональные отделения ВРНС.

## История
В 1990—1993 годы существовали организации «Всемирный Русский конгресс» и «Всероссийский Русский Собор», созданные по инициативе общественного деятеля Игоря Кольченко. В начале 1993 году Кольченко удалось привлечь к идее создания всемирной русской организации епископат Русской православной церкви. Был создан Международный подготовительный комитет по созыву I Всемирного Русского Собора. Инициаторами созыва Собора были Всемирный русский конгресс, Центр «Русская энциклопедия», издательство «Роман-газета», Марфо-Мариинское православное сестричество Феодоровской иконы Божией Матери, Конфедерация беженцев и вынужденных переселенцев, Русская община Таджикистана и другие общественные организации. Первый Собор состоялся 26-28 мая 1993 г. в Москве в Даниловом монастыре.
13 февраля 1996 года в Волгограде состоялось учредительное собрание первого в России регионального отделения Всемирного русского народного собора.
В работе VI ВРНС, состоявшегося в декабре 2001 года и посвящённого теме «Россия: вера и цивилизация. Диалог эпох», принял участие Президент России Владимир Путин.

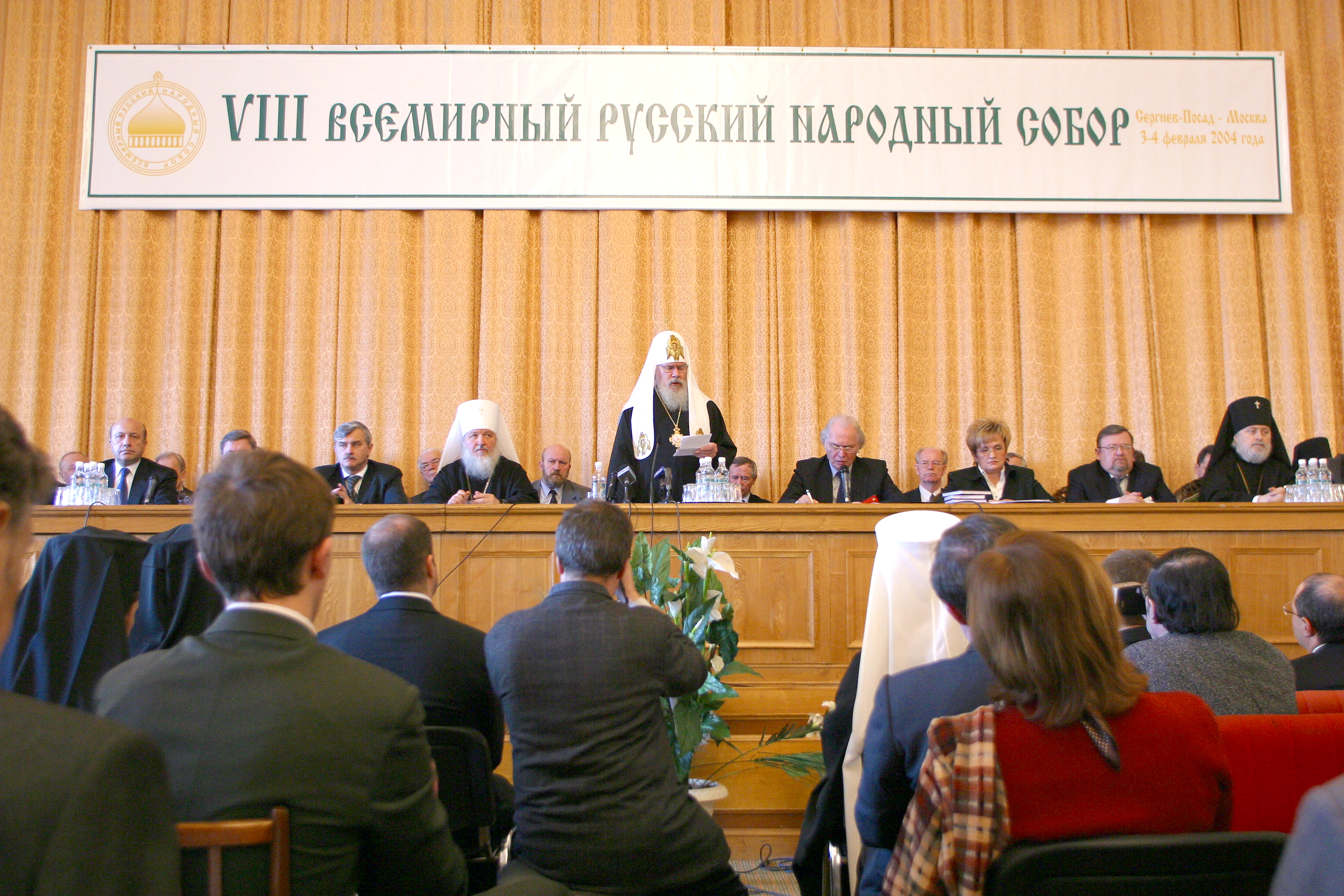
Выступление Патриарха Алексия II на VIII Всемирном Русском Народном Соборе

Старый логотип ВРНС

21 июля 2005 года Всемирному Русскому Народному Собору был предоставлен специальный консультативный статус при Экономическом и Социальном совете Организации Объединённых Наций (ЭКОСОС ООН). Тогда же было создано представительство ВРНС при ЭКОСОС ООН, призванное обеспечить взаимодействие Собора и этой международной организации.
Собор детей и молодёжи проходил в Москве 20—22 февраля 2008 года и был посвящён теме «Будущие поколения — национальное достояние России».
1 мая 2010 года в администрации Белгородской области патриарх Кирилл возглавил учредительное собрание Белгородского регионального отделения международной общественной организации Всемирный Русский Народный Собор.
С сентября 2010 года действует сайт правозащитного центра Всемирного русского народного собора.
12 декабря 2012 года на форуме «За мир на Кавказе» было принято решение о создании Ставропольского отделения ВРНС.
22 августа 2013 года состоялось заседание оргкомитета по созданию регионального отделения Всемирного русского народного собора в Новосибирской области.
31 октября 2013 года на пленарном заседании организации министр регионального развития РФ Игорь Слюняев поддержал идею создания во всех субъектах Российской Федерации отделений ВРНС.
26 ноября 2013 года прошло учредительное собрание и первая рабочая встреча Хабаровского регионального отделения ВРНС.
26 февраля 2014 года состоялось учредительное собрание Вологодского регионального отделения ВРНС.
30 мая 2014 года состоялось учредительное собрание регионального отделения ВРНС в Кемеровской области.
20 июня 2014 года состоялось учредительное собрание регионального отделения ВРНС в Тюменской области.
13 августа 2014 года состоялось учредительное собрание регионального отделения ВРНС в Калининградской области.
28 октября 2014 года создано региональное отделение ВРНС в Смоленской области.
28 июня 2015 года в Мурманске состоялось учредительное собрание регионального отделения ВРНС.
10 апреля 2019 года в ходе съезда собора был обновлён состав бюро, а на пост заместителя Главы организации был избран Константин Малофеев, основатель телеканала «Царьград» и глава одноимённой группы компаний. Вместе с управляющим делами Московской патриархии митрополитом Тверским и Кашинским Саввой курирует разработку стратегии развития России до середины XXI века.
5 октября 2019 года в здании резиденции главы Орловской митрополии состоялось учредительное собрание регионального отделения ВРНС в Орловской области.
18 октября 2019 года на внеочередном заседании Президиума ВРНС заместителем Главы организации был избран политический философ Александр Щипков.

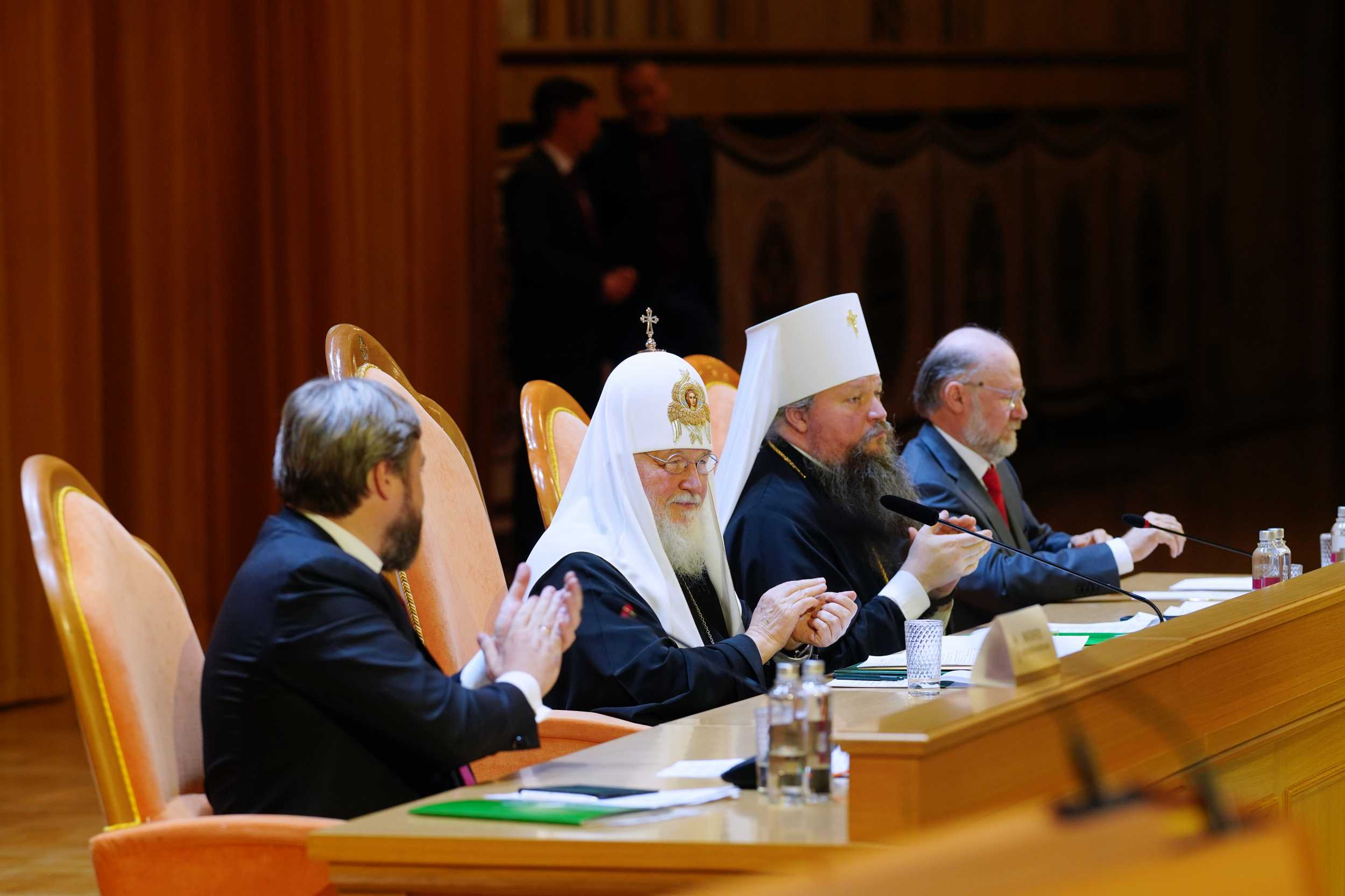
Руководство Всемирного Русского Народного Собора: Константин Малофеев, Патриарх Кирилл, митрополит Дионисий (Порубай), Александр Щипков.

9 декабря 2019 года в Воронеже в духовно-просветительском центре при Благовещенском кафедральном соборе было создано региональное отделение ВРНС.
24 января 2020 года в архиерейской резиденции при Александро-Невском кафедральном соборе в Нижнем Новгороде прошло учредительное собрание нижегородского регионального отделения ВРНС.

## Устройство
Согласно Уставу ВРНС, Главой Собора является Патриарх Московский и всея Руси, по благословению и под председательством которого проводятся ежегодные соборные заседания. С момента создания Собора и по 5 декабря 2008 года главой был святейший патриарх Московский и всея Руси Алексий II. С 1 февраля 2009 года главой Собора является Патриарх Московский и всея Руси Кирилл.
В Президиум и Совет ВРНС входят известные российские политики и общественные деятели, представители мира науки, культуры и образования, военачальники, соотечественники из ближнего и дальнего зарубежья.
В период между заседаниями Соборного съезда деятельностью Собора руководит Президиум и постоянно действующий орган — Бюро Президиума Собора.

## Соборы
| №     | Тема                                                                                    | Время                 | Место                                                                             | Количество участников    |
| ----- | --------------------------------------------------------------------------------------- | --------------------- | --------------------------------------------------------------------------------- | ------------------------ |
| I     | «Российская соборная мысль»                                                             | 26—28 мая 1993        | Данилов монастырь                                                                 |                          |
| II    | «Через духовное обновление к национальному возрождению»                                 | 1—3 февраля 1995      | Данилов монастырь                                                                 |                          |
| III   | «Россия и русские на пороге XXI века»                                                   | 4—6 декабря 1995 года | Данилов монастырь                                                                 |                          |
| IV    | «Здоровье нации»                                                                        | 5—7 мая 1997 года     |                                                                                   |                          |
| V     | «Россия накануне 2000-летия христианства. Вера. Народ. Власть»                          | 6—7 декабря 1999      | Данилов монастырь                                                                 |                          |
| VI    | «Россия: вера и цивилизация. Диалог эпох»                                               | 13—14 декабря 2001    |                                                                                   |                          |
| VII   | «Вера и труд: духовно-культурные традиции и экономическое будущее России»               | 16—17 декабря 2002    |                                                                                   |                          |
| VIII  | «Россия и православный мир»                                                             | 3—5 февраля 2004      |                                                                                   |                          |
| IX    | «Единство народов, сплочённость людей — залог Победы над фашизмом и терроризмом»        | 9—10 марта 2005       |                                                                                   |                          |
| X     | «Вера. Человек. Земля. Миссия России в XXI веке»                                        | 4—6 апреля 2006       | Зал церковных соборов храма Христа Спасителя                                      |                          |
| XI    | «Богатство и бедность: исторические вызовы России»                                      | 5—7 марта 2007        | Зал церковных соборов храма Христа Спасителя                                      |                          |
| XII   | «Будущие поколения — национальное достояние России»                                     | 20—22 февраля 2008    | Государственный Кремлёвский дворец                                                |                          |
| XIII  | «Экология души и молодёжь. Духовно-нравственные причины кризисов и пути их преодоления» | 21—23 мая 2009        | Зал церковных соборов храма Христа Спасителя                                      |                          |
| XIV   | «Национальное образование: формирование целостной личности и ответственного общества»   | 25—26 мая 2010        | Зал церковных соборов храма Христа Спасителя                                      | около трёх тысяч человек |
| XV    | «Базисные ценности ― основа единства народов»                                           | 25 мая 2011           | Зал церковных соборов храма Христа Спасителя                                      |                          |
| XVI   | «Рубежи истории — рубежи России»                                                        | 1—2 октября 2012      | Зал церковных соборов храма Христа Спасителя                                      |                          |
| XVII  | «Россия как страна-цивилизация. Солидарное общество и будущее российского народа»       | 31 октября 2013       | Зал церковных соборов храма Христа Спасителя                                      |                          |
| XVIII | «Единство истории, единство народа, единство России»                                    | 10—11 ноября 2014     | Зал церковных соборов храма Христа Спасителя                                      |                          |
| XIX   | «Наследие князя Владимира и судьбы исторической Руси»                                   | 9—10 ноября 2015      | Зал церковных соборов храма Христа Спасителя                                      |                          |
| XX    | «Россия и Запад: диалог народов в поисках ответов на цивилизационные вызовы»            | 1 ноября 2016         | Зал церковных соборов храма Христа Спасителя                                      |                          |
| XXI   | «Россия в XXI веке: исторический опыт и перспективы развития»                           | 1 ноября 2017         | Зал церковных соборов храма Христа Спасителя                                      |                          |
| XXII  | «25 лет по пути общественного диалога и цивилизационного развития России»               | 1 ноября 2018         | Зал церковных соборов храма Христа Спасителя                                      |                          |
| XXIII | «Народосбережение — настоящее и будущее России»                                         | 17—18 октября 2019    | Зал церковных соборов храма Христа Спасителя                                      |                          |
| XXIV  | «Православие и мир в XXI веке»                                                          | 24 октября 2022       | Зал церковных соборов храма Христа Спасителя                                      |                          |
| XXV   | «Настоящее и будущее Русского мира»                                                     | 27—28 ноября 2023     | Зале церковных соборов Храма Христа Спасителя, Государственный Кремлёвский дворец |                          |